# Neblinas (Hidalgo)
Neblinas es una localidad de México perteneciente al municipio de Chapulhuacán en el estado de Hidalgo.

## Geografía
A la localidad le corresponden las coordenadas geográficas 21° 6’ 58.234” de latitud norte y 99° 55’ 26.418” de longitud oeste, con una altitud de 907 m s. n. m. Se encuentra a una distancia aproximada de 5.13 kilómetros al suroeste de la cabecera municipal, Chapulhuacán.
En cuanto a fisiografía se encuentra dentro de las provincia del Sierra Madre Oriental, dentro de la subprovincia de Carso Huasteco; su terreno es de sierra y lomerío. En lo que respecta a la hidrografía se encuentra posicionado en la región del río Panuco, dentro de la cuenca del río Moctezuma, en la subcuenca del río Amajac. Cuenta con un clima semicálido subhúmedo con lluvias en verano, de mayor humedad.

## Demografía
En 2020 registró una población de 638 personas, lo que corresponde al 2.79 % de la población municipal. De los cuales 319 son hombres y 319 son mujeres. Tiene 169 viviendas particulares habitadas.
| Gráfica de evolución demográfica de Neblinas entre 1900 y 2020                                              |
| |
| Población de los censos y conteos del Instituto Nacional de Estadística y Geografía (INEGI) de 1900 a 2010. |

## Economía
La localidad tiene un grado de marginación alto y un grado de rezago social bajo.